# Krystyna Kamieńska
Krystyna Kamieńska-René (ur. 18 stycznia 1925 w Janowie, zm. 7 sierpnia 2018 w Warszawie) – polska aktorka teatralna i filmowa.

## Życiorys
W 1949 roku ukończyła Państwową Wyższą Szkołę Teatralną w Łodzi. Występowała na deskach warszawskich teatrów: Narodowego (1948–1968) oraz Dramatycznego (1973–1982). Największą popularność przyniosła jej rola doktor Anny w filmie Godziny nadziei. Wystąpiła również w takich filmach jak: Żołnierz zwycięstwa i Jasne łany.